# 周元王
周元王（？—前469年），姓姬，名仁，中國東周君主，在位8年，為周敬王之子。
周元王四年（前473年），越王句踐滅吳。句踐隨後北上遷都琅琊，與齊國、晉國等諸侯會盟於徐州（今山東滕縣南），「越兵橫行於江、淮東，諸侯畢賀，號稱霸王」，周元王正式承認句踐為霸主。